# Вертер, Генрих Вильгельм фон
Генрих Август Александр Вильгельм фрайгерр фон Вертер (нем. Heinrich August Alexander Wilhelm Freiherr von Werther; 7 августа 1772, Кёнигсберг — 7 декабря 1859, Берлин) — прусский дипломат, министр иностранных дел Пруссии в 1837—1841 годах.

## Биография
Генрих Вильгельм фон Вертер — сын генерал-лейтенанта Филиппа Августа Вильгельма фон Вертера (1729—1802) и его второй супруги Софии Альбертины Елизаветы фон Корфф (1744—1795). В 1787 году Генрих Вильгельм также поступил на службу в прусскую армию. Отец умер в 1802 году, Вертер в звании ротмистра драгунского полка отца принял участие в походе 1807 года. После заключения Тильзитского мира в связи с сокращением войск Вертер уволился в звании капитана и стал камергером Фридриха III.
В 1810 году Вертер поступил на дипломатическую службу. В 1809—1813 годах являлся министр-резидентом Пруссии в Константинополе. Затем в 1814 году был направлен послом Пруссии в Испании, а в 1821 году послом и уполномоченным министром — в Лондон. Вертер внёс значительный вклад в переговорах по заключению первого прусско-английского соглашения о судоходстве 1823 года. Впоследствии в 1824—1837 годах Вертер служил послом Пруссии в Париже. В период перед Июльской революцией усилия Вертер были направлены на поддержание баланса сил в мире.
В 1831 году Вертер отказался от предложенного ему портфеля министра иностранных дел Пруссии, но затем занимал этот пост в 1837—1841 годах. На этой должности он испытывал проблемы с тем, чтобы утвердиться во внутренней политике, но ему удалось сохранить хорошие отношения с Францией. Вертер продвигал проект строительства железной дороги между Кёльном и Антверпеном. В восточном кризисе Вертер противостоял давлению России, которая настаивала на военном вмешательстве Пруссии, и считал, что вина за развязанную войну в силу военного отставания Австрии будет возложена на Пруссию. После отставки Вертер в статусе министра возглавлял невшательский департамент. Состоял в Государственном совете Пруссии вплоть до его роспуска.
18 сентября 1797 года Генрих Вильгельм фон Вертер женился на графине Жозефине фон Сандицель (1777—1853). У супругов родился сын Карл (1809—1894), также ставший дипломатом.

## Награды
Королевства Пруссия:
- Орден Святого Иоанна Иерусалимского почётный кавалер (1813, Ehrenritter)[3]
- Орден Красного орла 3-го класса
- Орден Красного орла 2-го класса с дубовыми листьями[4]
- Орден Красного орла 1-го класса с дубовыми листьями (1828)[5]
- Орден Чёрного орла (2 августа 1841); цепь ордена (10 апреля 1847)[6]

Великого герцогства Баден:
- Орден Верности большой крест (1837)[7]
- Орден Церингенского льва большой крест (1837)[8]

Российской империи:
- Орден Святой Анны 1-й степени (31 мая 1829)[9]
- Орден Святого Александра Невского (16 октября 1838)[10]

Прочие:
- Королевский Гвельфский орден большой крест (1838, королевство Ганновер)[11]
- Династический орден Альбрехта Медведя большой крест (6 июля 1939)[12]
- Орден Гражданских заслуг Баварской короны большой крест (1841, королевство Бавария)[13]
- Орден Данеброг большой крест (королевство Дания)
- Орден Почётного легиона большой крест (Франция)
- Орден Спасителя большой крест (королевство Греция)
- Орден Нидерландского льва большой крест (королевство Нидерланды)
- Орден Карлоса III большой крест (королевство Испания)
- Орден Славы (Османская империя)